# Heleno (filme)
Heleno é um filme brasileiro de 2012, do gênero drama biográfico, dirigido por José Henrique Fonseca, com roteiro de Felipe Bragança, Fernando Castets e do próprio diretor baseado no livro Nunca Houve um Homem como Heleno, de Marcos Eduardo Neves, por sua vez inspirado na vida e carreira do futebolista Heleno de Freitas, ídolo do Botafogo na década de 1940.
Produzido e protagonizado por Rodrigo Santoro, o filme estreou no Festival de Toronto em 2011.

## Sinopse
Em 1959, o famoso ex-jogador de futebol brasileiro Heleno de Freitas passa seus últimos dias em um sanatório de Barbacena. Completamente devastado por doença que lhe afetou o cérebro, ele ficava meses sem falar com ninguém. Certo dia, a mãe de seu filho e moça da sociedade, Sílvia, e seu melhor amigo e também ex-futebolista Alberto, agora casado com ela, lhe fazem uma visita. Heleno os recebe, mas só conversa de fatos passados havia muito tempo, quando era um grande jogador do Botafogo de Futebol e Regatas, clube de futebol do Rio de Janeiro. Nessa época era considerado temperamental (tinha o apelido de "Gilda", de um filme de Rita Hayworth), vivia tendo atritos com seu companheiros de time. Fora de campo, levava uma vida de exageros, frequentando boates, saindo com várias mulheres, fumando compulsivamente e se viciando em éter e comprimidos. O problema nos nervos era sintoma da grave doença degenerativa que acabaria por matá-lo, mas se recusava a qualquer tratamento. Sua grande frustração na carreira foi o cancelamento da Copa do Mundo de 1946, por causa da Segunda Guerra Mundial, mas queria disputar a de 1950, no Brasil. Em 1945 foi o grande nome da Seleção Brasileira na disputa do Campeonato Sul-americano no Chile. Mas seus problemas pessoais e a falta de títulos fizeram que o supersticioso presidente do Botafogo (Carlito Rocha) aceitasse vendê-lo para o Boca Juniors da Argentina. Heleno logo voltaria ao Brasil e queria retornar ao Botafogo, mas foi rejeitado. Entrou para o time do Vasco da Gama mas sua má forma física o fez ser afastado após várias discussões com o técnico disciplinador Flávio Costa. Heleno não foi convocado para a Copa de 1950 e a partir daí mal conseguiu jogar devido ao agravamento de sua doença. Sua obsessão passou a ser jogar no Maracanã, o que conseguiu por breve momento, com a camisa do América.

## Elenco
- Rodrigo Santoro...Heleno de Freitas
- Alinne Moraes...Silvia
- Angie Cepeda...Diamantina
- Othon Bastos...Carlito Rocha
- Erom Cordeiro...Alberto
- Herson Capri...médico
- Orã Figueiredo...Bezerra
- Maurício Tizumba...Jorge
- Priscila Assum...Edith
- Juliana Lohmann...Tiete Cena do Carro
- Laila Zaid...Vendedora de Cigarro
- Flávio Pardal... Jornaleiro
- Bel Garcia...Atriz da Rádio Nacional

## Prêmios
Festival Internacional de Cinema de Cartagena 
- Melhor Filme - José Henrique Fonseca (Indicado)

 Festival de Havana 
- Melhor Ator - Rodrigo Santoro (Venceu)

 Festival de Cinema de Lima 
- Melhor Ator - Rodrigo Santoro (Venceu)

 Prêmio Contigo! de Cinema 
- Melhor Ator - Rodrigo Santoro (Venceu)
- Melhor Atriz - Alinne Moraes (Indicada)
- Melhor Fotografia - Walter Carvalho (Indicado)
- Melhor Figurino - Valeria Stefani (Indicado)
- Melhor Diretor - José Henrique Fonseca (Indicado)
- Melhor Filme (Indicado)
- Melhor Roteiro - José Henrique Fonseca, Fernando Castets e Felipe Bragança (Indicado)